# Magna Car Top Systems
Magna Car Top Systems GmbH ist ein deutsches Automobilzulieferer-Unternehmen, das Fahrzeug-Dachsysteme herstellt. Unternehmenssitz ist Bietigheim-Bissingen. Das Unternehmen gehört zum kanadisch-österreichischen Konzern Magna International. Seit 1996 hat Magna Car Top Systems über 2 Millionen Dachsysteme produziert, teilweise bereits in der dritten Fahrzeuggeneration.

## Geschichte
Der Hersteller wurde 1995 unter dem Namen Car Top Systems (CTS) als ein 50/50 Joint Venture zwischen Daimler-Benz und Porsche gegründet. CTS fertigt Verdecke und Dachmodule. Nachdem DaimlerChrysler seine Anteile bereits im September 2003 komplett an Porsche verkauft hatte, veräußerte Porsche die Firma CTS im November 2005 komplett an Magna International. Seitdem firmiert CTS unter Magna Car Top Systems GmbH.
Mit Wirkung zum 25. Februar 2010 wurde der japanische Produktionsstandort der Karmann Japan Co. Ltd. von dem Mutterkonzern Magna International übernommen. Für den europäischen Markt untersagte das Bundeskartellamt am 23. Mai 2010 die Übernahme der insolventen Karmann GmbH, da ein marktbeherrschendes Duopol zu erwarten war.

## Produktionsstandorte
- Bietigheim-Bissingen (Entwicklung)
- Bremen (Produktion Retractable Hard Tops (RHT))
- Müllheim im Markgräflerland (Produktion Softtops) (geschlossen 2021)
- Szügy, Ungarn (Textilproduktion)
- Tychy, Polen (Zusammenbau des modularen Semicabrio-Dachsystems für den Fiat 500 C und des Cabrio-Dachsystems für den Opel Cascada)
- Auburn Hills, USA (Produktion Softtops)

Bis September 2015 bestand der Standort Korntal-Münchingen (Produktion Soft-Tops, Vernähen von Stoffen für alle europäischen Soft-Top Produktionsstandorte, Zusammenbau Panoramadach Porsche Targa).
Bis Dezember 2016 bestand der Standort Toluca, Mexiko (Fertigung aller Stoffumfänge für nordamerikanische und japanische Soft-Top-Kunden).

## Aktuelle Produktion von Dachmodulen
Das Unternehmen fertigt und fertigte Dachmodule für folgende Fahrzeuge:
- Mercedes-Benz SLK R 170 (1996), R 171 (2004) & Mercedes-Benz SLK/SLC R 172 (2011)
- Porsche Boxster (1996)
- Mercedes-Benz G-Klasse (1997)
- Ferrari 360 Spider (2000), Ferrari F430 Spider
- Mercedes-Benz SL-Klasse R 230 (2003) & R 231 (2011)
- Saab 9-3 Cabriolet (2003)
- Peugeot 307 CC (2003), Peugeot 308 CC
- Cadillac XLR (2004)
- Corvette C6 (2005)
- Opel Astra Cabriolet (2006)
- Porsche 911 Cabriolet und Targa (996) sowie Cabriolet und Targa 4(S) (997)
- Audi A5 Cabriolet (2016)
- Fiat 500 C (2009)
- Audi R8 Spyder Cabriolet (2010)
- Opel Cascada Cabriolet (2013)
- Nissan 370Z Cabriolet (2009)
- Toyota Aygo
- Peugeot 108
- Citroën C1
- Smart forfour
- Renault Twingo
- Infiniti G37 Convertible
- Opel GT
- Pontiac Solstice
- Saturn Sky
- Nissan Murano Crosscabriolet
- Chevrolet Camaro
- Porsche Boxster Spyder
- Mercedes C-Klasse
- Mercedes S-Klasse
- Mercedes E-Klasse
- Mercedes-Maybach G 650 Landaulet

## Konzepte
Auf dem Genfer Automobilsalon 2012 wurde der Mila Coupic mit einem innovativen Dachsystem, bestehend aus zwei hintereinander angeordneten Faltdachmodulen mit Glaselementen, präsentiert. Im Folgejahr wurde für den Genfer Automobilsalon ein Konzeptfahrzeug auf Basis des Peugeot RCZ mit dem sogenannten View Top, ein Faltschiebedach mit integrierten unterschiedlich breiten Glaselementen, ausgestattet.